# Infinite Man
Infinite Man è un personaggio immaginario nell'universo della DC Comics, ed un nemico della Legione dei Super-Eroi. Comparve per la prima volta in Superboy and the Legion of Superheroes n. 233 (novembre 1977).

## Biografia del personaggio
Quando Rond Vidar propose di mandare un uomo abbastanza avanti nel tempo per testare la sua teoria che la Quarta Dimensione aveva una struttura circolare, il Professor Jaxon Rugarth si offrì volontario per questo viaggio singolare. La nuova macchina del tempo di Vidar, che incorporava due delle sue precedenti invenzioni, il Cubo del Tempo, e una "Guida per l'Hyper-Tempo", si dimostrò più potente di quanto Vidar si aspettasse, inviando Rugarth attraverso così tante dimensioni e così tanto tempo che la sua mente uscì di senno. Un nuovo sé più potente, con la conoscenza del futuro e del passato, si formò assorbendo energia dal flusso senza sosta del tempo, autodefinendosi l'Uomo Infinito, Infinite Man. Uscendo dalla linea temporale al punto in cui entrò, Rugarth attaccò Vidar. I Legionari tentarono di proteggerlo, ma Infinite Man mandò creature di varie ere a combatterli. Tuttavia, durante lo scontro, Vidar riuscì a sabotare la Guida per L'Hyper-Tempo e inviò Infinite Man indietro nel suo cerchio infinito attraverso il tempo.
Vidar e Brainiac 5 lavorarono per anni cercando un modo per curare Rugarth, ma non vi riuscirono finché un'ondata di potere portata dalla Crisi sulle Terre infinite liberò Infinite Man ancora una volta. Con l'aiuto della Strega Bianca, i cui incantesimi fecero sì che i poteri di Infinite Man venissero rimandati indietro nella linea temporale, la sua minaccia fu sventata. Rugarth, totalmente senza poteri, e visibilmente senza testa, fu mandato da Medicus One per un trattamento psicologico.
Quando Brainiac 5 necessitò una fonte di potere abbastanza forte da perforare la Tenda di Ferro del Tempo di Time Trapper, lui e Vidar ri-energizzarono Rugarth nel Cubo del Tempo, costringendolo a riprendere le vesti di Infinite Man, che quindi, con un temporaneo ausilio del campo di forza di Brainiac 5, lanciò Time Trapper nella linea temporale, si presume all'alba dei tempi, dove vivono ancora.

## Poteri ed abilità
Infinite Man è l'incarnazione del Tempo come un ciclo infinito. Come tale, possiede un potere quasi illimitato. Può viaggiare nel tempo, e può spostare le persone e gli oggetti da un'epoca ad un'altra. Può anche concentrare l'energia temporale in raggi da offesa, sebbene tale potere e controllo siano imperfetti.